# 마누엘 2세 (콩고)

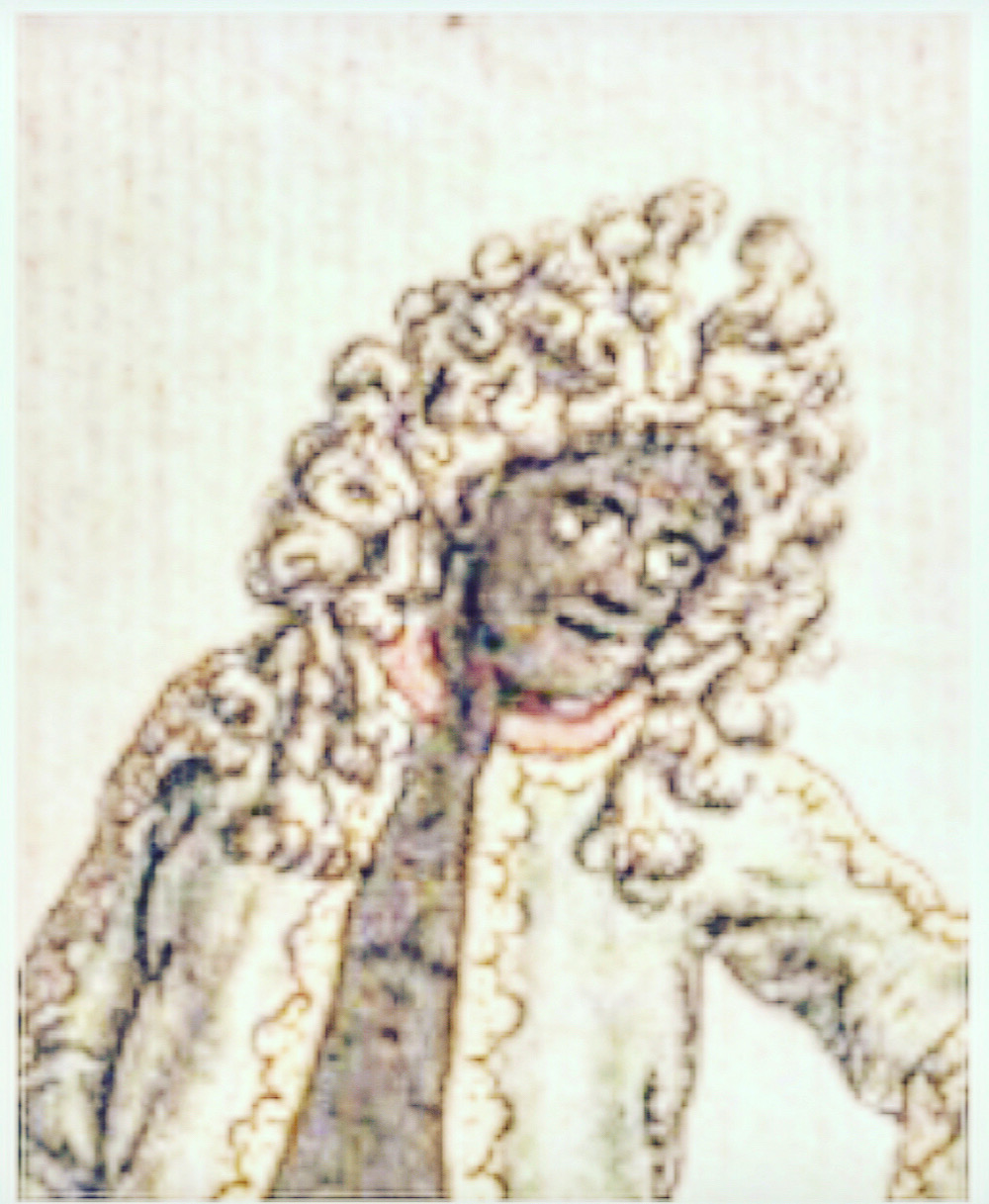
마누엘 2세

마누엘 2세(Manuel II)는 콩고 왕국의 마니콩고이다. 콩고 왕국(1718~1743)의 통치자였다. 상사우바도르 탈환 당시 페드로와 싸운 적이 있다.

## 음밤바 로바타의 통치
마누엘은 다니엘 1세의 형제였으며 상사우바도르의 사크에서 살해되었을 때 콩고 왕좌에 대한 주요 킴판주 주장자가 되었다. 그는 음밤바 로바타로 후퇴하여 내전 후 세 개의 주요 국가 중 하나가 된 어웨네콩고로 자리 매김을 했으며 나머지 두 국가는 별도의 킨라자가 콩고의 왕좌를 차지했다. 1680년에 페드로 3세는 경쟁 왕국인 렘바를 통치하고 있었는데 그곳에서 그는 소요의 남부 루보타 주에 거주하는 킴판주 당파 가문에 반대하여 콩고 왕위를 주장했다. 마누엘은 복수를 맹세하고 페드로 3세를 죽이려는 음모를 꾸몄다. 소요 왕자가 배신한 휴전 협정을 맺은 페드로 3세는 킴판주 귀족과의 결혼을 통해 평화를 이루려는 함정에 빠졌다. 대신 마누엘은 신부 복장을 하고 소요 웨딩 열차에서 나와 페드로 3세를 쏘아죽인 후 탈출했다.
페드로 3세가 암살된 후 마누엘은 콩고에 대한 자신의 주장을 확립하기 위해 싸웠고, 결국 상 살바도르 전투에서 절정에 이르렀고, 그곳에서 한때 페드로 4세의 부하였던 페드로 콘스탄티노 다 실바 및 그의 빨치산과 동맹을 맺었다. 페드로와 마누엘의 세력이 충돌했지만 결국 페드로가 승리하여 수도를 장악하고 사실상 콩고의 마니콩고를 장악했다. 마누엘은 6년 동안 자신의 주장을 포기하지 않았고 1715년 페드로와 마누엘 사이의 합의로 킨라자와 킴판주 가문 사이를 번갈아 가며 왕위가 재확립될 때까지 음밤바 로바타에서 라이벌 행정부를 계속 통치했다.